# Ellinopyrgos
Ellinopyrgos (griechisch Ελληνόπυργος (m. sg.)) ist ein Dorf der Gemeinde Mouzaki in der griechischen Region Thessalien. Im Jahre 2011 hatte Ellinopyrgos 280 Einwohner. Zusammen mit dem Weiler Zografia bildet es die gleichnamige Kinotita mit insgesamt 290 Einwohnern. Das Dorf wurde 1928 von Gralista (Γράλιστα) nach einem nahegelegenen antiken Turm umbenannt. Ellinopyrgos wurde 1978 als traditionelle Siedlung anerkannt.

## Lage
Das Dorf Ellinopyrgos liegt auf der nordöstlichen Seite im thessalischen Teil des Agrafa-Gebirges auf 580 Meter über dem Meer. Die gleichnamige Kinotita Ellinopyrgou (Κοινότητα Ελληνοπύργου) umfasst ein Gebiet von nahezu 19 km². Es erstreckt sich von einem Bergzug südlich des Dorfes mit Höhen von mehr als 900 Metern über dem Meer nordwärts in die Thessalische Ebene und reicht in einem schmalen Streifen bis zum Fluss Pamisos. In diesem Streifen liegt der nach Christakis Zografos benannte Weiler Zografia (Ζωγραφιά) mit den Ruinen einer der ersten Zuckerfabriken Griechenlands vom Ende des 19. Jahrhunderts. Von Norden her ist das Dorf Ellinopyrgos aus der Ebene über die Landstraße (Επαρχιακή Οδός Ελληνόπυργου) zu erreichen.
In einem kurzen Abschnitt durchfließt der etwa drei Kilometer lange Bach Gralisiotis (Γραλισιώτης) den Ort nordwärts. In Verbindung mit der Platia teilt der Gralisiotis den Ort in zwei Viertel. Um die zentrale Platia mit einem Denkmal des Freiheitskämpfers Georgios Karaiskakis hat sich die Siedlung entwickelt. Der nordwestliche Teil ist dichter bebaut als der südöstliche.

### Ortsbild
Nach 1854 setzte in Ellinopyrgos eine rege Bautätigkeit ein, die bis Anfang des 20. Jahrhunderts andauerte. Nach einer Unterbrechung durch den Ersten Weltkrieg und nach der Kleinasiatischen Katastrophe folgte eine weitere Bauphase bis zu Beginn der 1940er-Jahre.
Wegen der zahlreichen traditionellen Häuser und Herrenhäuser, überwiegend aus dem 19. Jahrhundert, wurde das Dorf 1978 per Dekret als traditionelle Siedlung (Παραδοσιακός Οικισμός) ausgewiesen. Zwei dieser Herrenhäuser wurden zu historischen Denkmälern erklärt. Das Archontiko Syrmou (Αρχοντικό Σύρμου) ist ein repräsentatives Beispiel traditioneller Bauweise vom Ende des 19. Jahrhunderts und ein Beleg für die Architekturentwicklung Thessaliens. Auf Initiative der Besitzer wurde das Herrenhaus restauriert und in ein Gästehaus umgewandelt. Das sogenannte Karaiskakis-Haus (Σπίτι του Καραϊσκάκη) ist ein historisches zweigeschossiges Steingebäude mit Satteldach, das von Georgios Karaiskakis zur Unterbringung seiner Mitstreiter genutzt wurde.

## Geschichte
Zu Anfang lag die Siedlung weiter unten am Berge, das änderte sich aber aufgrund einer Pestepidemie in die Mitte des 17. Jahrhunderts, als viele der überlebenden Einwohner das ursprüngliche Dorf verließen und in die höher gelegene Viehstation des Dorfes zogen, die sich am heutigen Standort des Dorfes befand.
Das Dorf wurde Teil der sogenannten Agrafa, einer Bergregion in Mittelgriechenland während der osmanischen Zeit, die weitestgehend autonom war. In den folgenden Jahren erlebte es einen Aufschwung, der hauptsächlich auf Viehwirtschaft und Textil-Heimarbeit beruhte. Während des 18. Jahrhunderts besuchte Kosmas von Ätolien die Gegend.
Während des griechischen Unabhängigkeitskrieges erlitt Ellinopyrgos erheblichen Schaden. 1822 kämpfte der Pascha von Trikala, Selichtar, gegen die Agrafa und zerstörte das Dorf. Ellinopyrgos erlebte zwei weitere Katastrophen. Der erste geschah im Jahre 1854 während des Krimkrieges, als Thessalien revoltierte. Nach dem Scheitern des Aufstands brannten türkische Truppen das Dorf vollständig nieder. Die zweite Katastrophe ereignete sich 1878, als im Zuge des Russisch-Osmanischen Krieges von 1877–1878 verschiedene kleinere Aufstände in griechischen Gebieten ausbrachen, die noch zum Osmanischen Reich gehörten. Diesmal war der Schaden jedoch geringer. Drei Jahre später, im Jahre 1881, wurde Thessalien schließlich mit dem Königreich Griechenland vereinigt. 1928 wurde die Siedlung von Gralista in Ellinopyrgos umbenannt. Der Name Ellinopyrgos ist auf ein altes Gebäude zurückzuführen, das auf dem Gipfel eines Berges über dem Dorf steht.

## Kirchen
Kirchliche Wahrzeichen von Ellinopyrgos sind Agios Georgios, Agia Paraskevi und Agios Dimitrios.
- Agios Georgios (Άγιος Γεώργιος) liegt am westlichen Dorfrand, auf einer felsigen Stelle mit Blick auf die Ebene und die Burg von Fanarios. Ursprünglich war die Kirche das Katholikon eines kleinen Klosters, das 1818 vom Priester Gerasimos Tzortzopoulos erbaut und später als Pfarrkirche und Friedhofskirche genutzt wurde. Südlich befanden sich die Zellen. Die Kirche mit Seitenapsiden und Kreuzdach ähnelt äußerlich dem einschiffigen athonischen Typus, wie er anderenorts in Agrafa seit dem 16. Jahrhundert bekannt ist.[9]

- Agia Paraskevi (Αγία Παρασκευή) ist an der Nordseite der zentralen Platia gelegen. Sie wurde zu Ehren der Schutzpatronin des Dorfes um 1858 an der Stelle einer durch türkische Truppen 1854 zerstörten Vorgängerkirche errichtet.

- Agios Dimitrios (Άγιος Δημήτριος) wurde 1925 am nördlichen Dorfrand von Ellinopyrgos beim Dorffriedhof erbaut.